# Barbie Girl
Barbie Girl è un singolo del gruppo musicale danese Aqua, pubblicato il 14 maggio 1997 come terzo estratto dal primo album in studio Aquarium. Rappresenta la canzone più famosa della band a livello internazionale.

## Descrizione
È stato il primo singolo del gruppo pubblicato a livello europeo, in seguito alla decisione della casa discografica di tentare un'uscita internazionale per l'album di debutto Aquarium, uscito nell'autunno 1997 nei paesi scandinavi riscuotendo ottimi risultati di vendita insieme ai primi due singoli, Roses Are Red e My Oh My.
Il brano, scritto da Søren Rasted, Claus Norreen e René Dif e prodotto da Rasted e Norreen insieme a Johnny Jam e Delgado, è una novelty dal sapore dance ed ha riscosso un notevole successo, diventando uno dei tormentoni estivi del 1997 in gran parte dei paesi nei quali è stata pubblicata e rimanendo nella memoria collettiva la canzone più rappresentativa del gruppo stesso.
La canzone parla di Barbie (soprannominata blonde bimbo girl) e Ken, le famose bambole della Mattel. Sia nel video che nella canzone, infatti, i due cantanti vestono i panni dei due giocattoli.
Per questa ragione, la casa discografica MCA fu querelata dalla Mattel, che giudicava il testo della canzone diffamatorio, ma le cause si risolsero in favore della MCA e dei musicisti per il fatto che la legge americana ha considerato la canzone una parodia, protetta quindi dalla legge. Della canzone è stato realizzato un remix con Nicki Minaj e Ice Spice intitolato Barbie World, utilizzato nella colonna sonora del film Barbie.

## Successo commerciale
"Barbie Girl" ha venduto più di 8 milioni di copie nel mondo, diventando una hit in diversi continenti. Ha raggiunto la vetta delle classifiche musicali di più di 10 paesi.

## Video musicale
Nel videoclip i due cantanti del gruppo, Lene Grawford Nystrøm e René Dif, rappresentano una la stessa Barbie, celebre bambola commercializzata dalla Mattel, l'altro Ken, lo storico fidanzato della bambola.

## Tracce
CD-Single (Universal UMD 85021 (UMG) / EAN 0602488502122)
1. Barbie Girl (Radio Edit) – 3:16
2. Barbie Girl (Extended Version) – 5:14

CD-Maxi (Universal UMD 80413 (UMG) / EAN 0602438041329)
1. Barbie Girl (Radio Edit) – 3:16
2. Barbie Girl (Extended Version) – 5:14
3. Barbie Girl (Perky Park Club Mix) – 6:13
4. Barbie Girl (Spike's Anatomically Correct Dub) – 7:55

## Classifiche

### Classifiche settimanali
| Classifiche (1997) | Posizione massima |
| ------------------ | ----------------- |
| Australia          | 1                 |
| Austria            | 2                 |
| Belgio (Fiandre)   | 1                 |
| Belgio (Vallonia)  | 1                 |
| Finlandia          | 3                 |
| Francia            | 1                 |
| Germania           | 1                 |
| Italia             | 1                 |
| Norvegia           | 1                 |
| Nuova Zelanda      | 1                 |
| Paesi Bassi        | 2                 |
| Regno Unito        | 1                 |
| Stati Uniti        | 7                 |
| Svezia             | 1                 |
| Svizzera           | 1                 |

### Classifiche di fine anno
| Classifica (1997) | Posizione |
| ----------------- | --------- |
| Australia         | 2         |
| Austria           | 11        |
| Belgio (Fiandre)  | 2         |
| Belgio (Vallonia) | 2         |
| Francia           | 5         |
| Germania          | 8         |
| Nuova Zelanda     | 49        |
| Paesi Bassi       | 4         |
| Svezia            | 5         |
| Svizzera          | 34        |
| Classifica (1998) | Posizione |
| Francia           | 33        |
| Germania          | 45        |
| Paesi Bassi       | 96        |
| Svizzera          | 19        |

### Classifiche di tutti i tempi
| Classifica  | Posizione |
| ----------- | --------- |
| Regno Unito | 16        |